# Le Raysville
Le borough de Le Raysville est situé dans le comté de Bradford, dans le Commonwealth de Pennsylvanie, aux États-Unis. Sa population s’élevait à 290 habitants lors du recensement de 2010, estimée à 277 habitants en 2017.